# Chokwea malawii
Chokwea malawii är en insektsart som beskrevs av Nicholas David Jago 1983. Chokwea malawii ingår i släktet Chokwea och familjen gräshoppor. Inga underarter finns listade i Catalogue of Life.